# Galna ko-sjukan

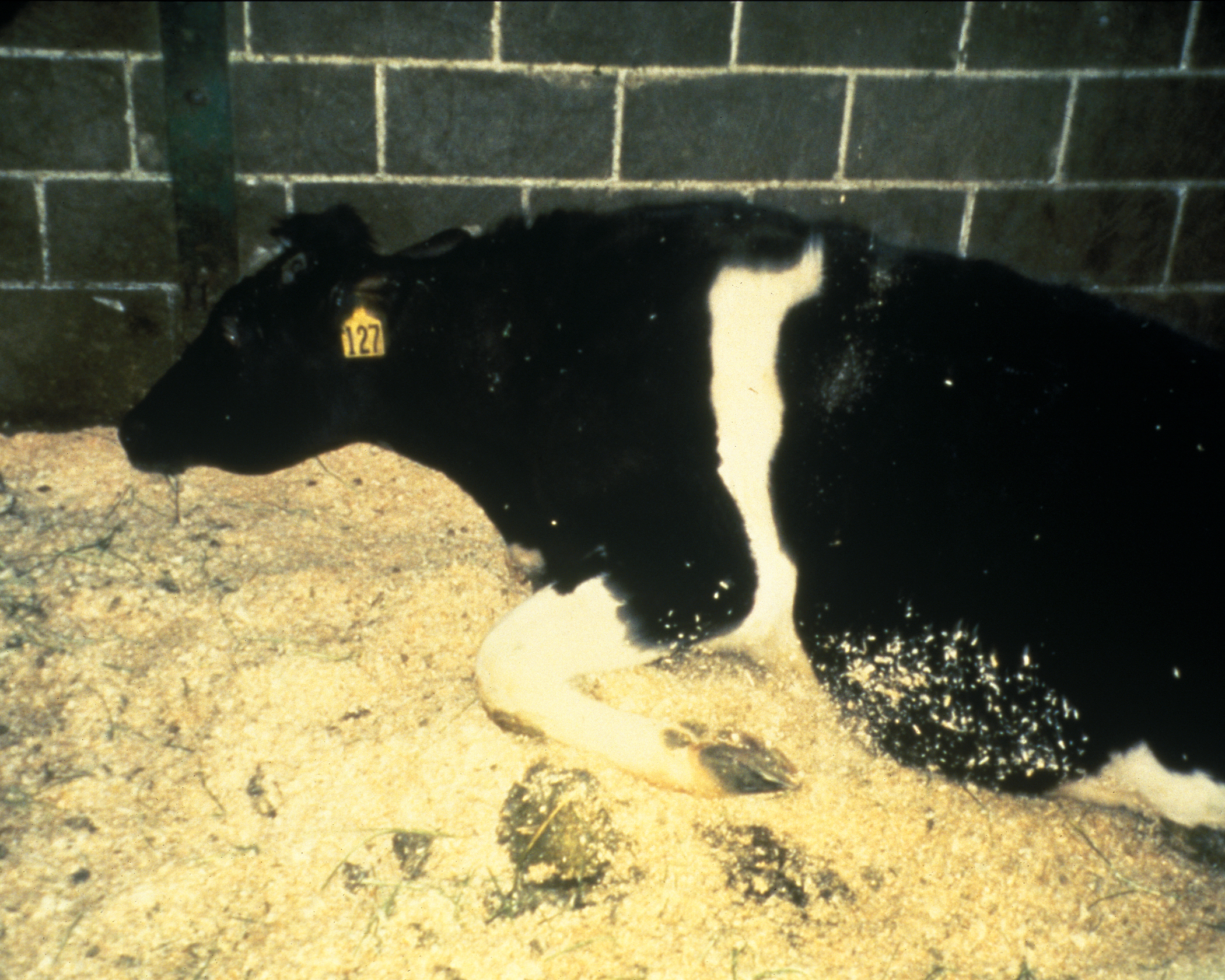
En ko med BSE. Ett tydligt tecken är att det infekterade djuret inte klarar av att stå upp.

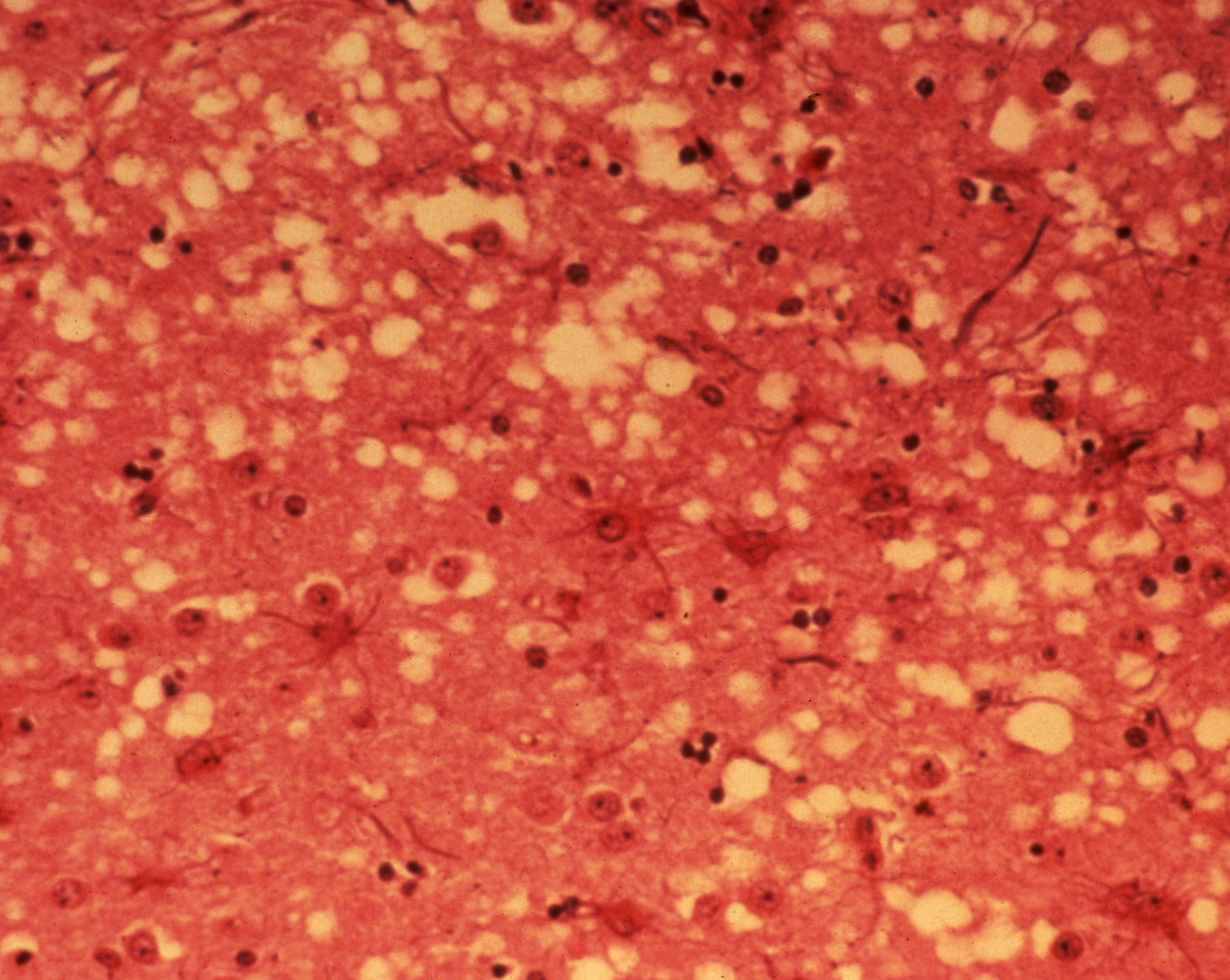
Mikroskopet visar en mängd små hål i hjärnan. "Spongiform encefalopati" betyder "svampliknande hjärninflammation".

Galna ko-sjukan, BSE (bovin spongiform encefalopati), är en dödlig neurodegenerativ kreaturssjukdom som sprids till människor i form av Creutzfeldt–Jakobs sjukdom. Sjukdomen gav upphov till en sanitär kris som kännetecknades av den socioekonomiska nedgång av köttprodukter som skedde under 1990-talet på grund av en allmänrådande rädsla för galna ko-sjukan. Sjukdomen orsakas av speciellt formade proteiner som har förmågan att kunna förändra andra proteiner till sin egen form, så kallade prioner. Sjukdomen kan uppstå spontant hos en individ, något som är extremt ovanligt. När det hänt kan det dock spridas till andra individer på ett epidemiliknande sätt genom att vävnad från döda individer ingår i fodret, något som var vanligt innan BSE-epidemin gjorde klart hur farligt detta var. Sedan slutet av 80-talet råder förbud att utfodra nötkreatur med kött- eller benmjöl. 
Sjukdomen är en infektion som sätter sig på kreaturs centrala nervsystem, där cellerna successivt förlorar sin funktion. Sjukdomen är dödlig och kan jämföras vid scrapie, som orsakas av prioner, hos får och getter. En epizooti i Storbritannien, och i mindre utsträckning även i vissa andra länder, mellan 1986 och 2000-talet smittade fler än 190 000 djur, plus de djur som aldrig diagnostiserades. Epidemin har sitt ursprung i användandet av köttmjöl som görs av överblivna delar från slaktade djur, varför det i Sverige (sedan 1986) och sedermera även inom hela Europeiska unionen (EU sedan 2001) är totalförbjudet att använda eller blanda ner kadavermjöl i djurfoderhanteringen. Synen på epidemin tog en ny vändning när forskare 1996 bevisade att sjukdomen kunde smitta till människor genom konsumtion av köttprodukter som innehåller nervvävnad från sjuka djur. Sjukdomen har skördat 204 människoliv i form av en variant av sjukdomen Creutzfeldt–Jakobs sjukdom (vCJD) vilken är den mänskliga formen av galna ko-sjukan. Genom medial uppmärksamhet bröt krisen ut 1996. Krisen uppmärksammade olika etiska aspekter, samt ökade konsumenternas medvetenhet om metoderna inom jordbruket. Detta ledde till att olika sorters nötkött minskade i konsumtion, framförallt de där köttmjöl har använts i djurfodret.
Olika åtgärder har vidtagits för att hejda epidemin och skydda människors hälsa, som förbudet mot att använda kött- och benmjöl i djurfoder, återkallande av produkter med viss riskfaktor, eller djur (i Storbritannien djur som är äldre än 30 månader) och undersökningar på slakterier och utslaktning av boskap där ett sjukt djur har observerats. Idag är epidemin nästan helt stoppad, även om 37 fall diagnostiserades bland boskap i Storbritannien under 2008. Andra fall bland människor kan fortfarande komma att inträffa eftersom inkubationstiden för sjukdomen kan vara lång. Krisen har lett till en förbättring inom nötköttsproduktionen, genom utfodringsförbudet för djurfoder och avlägsnande av delar av kroppen vid styckning, men även när det gäller spårbarhet. Inom folkhälsoområdet har krisen lett till en utveckling av begreppet försiktighetsprincipen.

## Epidemiologi
Sjukdomen identifierades för första gången i Storbritannien 1986.

### Symptom

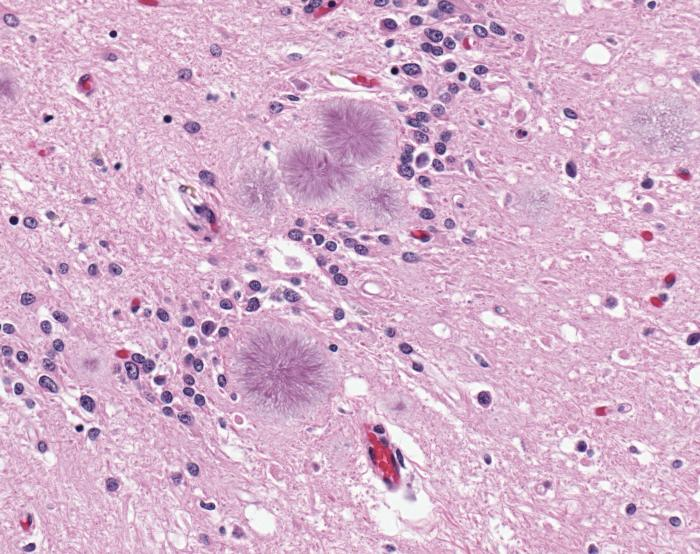
Hjärnan hos sjuka djur får fläckar med svampliknande egenskaper

Galna kosjukan påverkar hjärnan och ryggmärgen hos kreatur. Hjärnan får under mikroskop synliga svampiga fläckar, motsvarande nervceller som har vakuoliserats. Den resulterande förlusten av nervceller kan skilja i farlighet, och en ökning av astrocyter, en del av hjärnans immunförsvar, inträffar ofta. Smittämnen samlas i hjärnan och orsakar betaamyloidsansamlingar, som kan orsaka alzheimer, dock inte till samma nivå som hos andra liknande sjukdomar. Inkubationstiden kan vara upp till fyra till fem år, framförallt på djur mellan två och sju år. Först märks en skillnad på djurens beteende, till exempel genom att de sparkas, genom att de isolerar sig från övriga boskap och genom att de blir ytterst känsliga för ljud och beröring. Det sjuka djuret går ofta ner i vikt och producerar mindre mjölk, trots att aptiten inte minskar. Sjukdomsutvecklingen kan ta från veckor till år, och beror på djuret. I slutskedet av sjukdomens utveckling har djuret stora förflyttningsproblem. Djuret förlorar ofta sin balans och får problem med att resa på sig. Från en fysiologisk synpunkt, inträffar en takykardi och feberfrånvaro. Dessa symptom behöver dock inte säkert tyda på galna kosjukan. Motoriska störningar förekommer ofta hos nötkreatur, och därför är diagnosen svår att fastställa.

### Okonventionella smittämnen
Smittämnenas verkliga karaktär är omdebatterade. Den idag av vetenskapen allmänt accepterade orsaken till sjukdomen är prionproteiner, ett protein som vid sjukdomen antar en onormal konformation som kan spridas till andra via friska prionproteiner. En annan teori inbegriper virala ämnen, vilket enklare förklarar ämnets förmåga att bilda flera olika stammar. Prioner (PRoteinasceous InfectiousOnly) är den resistenta form som är ansvarig för sjukdomen. Proteinerna samlar ihop sig i hjärnan där de kan ta död på nervceller, och bildandet av betaamyloider. Eftersom prion är ett protein har den ingen egen metabolism och påverkas därför varken av frysning, torkning eller uppvärmning vid normala matlagningstemperaturer, inte heller de som används för pastörisering och sterilisering. För att förstöra proteinerna krävs en temperatur på 133 °C under 20 minuter under ett tryck på 3 bar.

### Ursprung till utbrottet
Man känner inte riktigt till hur smittämnena blev till. Det finns två hypoteser som har fått stort stöd. Den första hypotesen är att sjukdomen har kommit från en annan liknande sjukdom, scrapie. Hypotesen har bevisats möjlig via experiment, men de kliniska och neuropatologiska störningar som kommer i samband med scrapie skiljer sig från de som kommer i samband med galna kosjukan. Den iakttagelsen ledde till utformningen av den andra teorin, eftersom sjukdomen är endemisk bland nötkreatur och spreds väldigt lite innan den förstärktes under 1980-talet. Beskrivningen i en veterinär tidskrift från 1883 där ett fall av scrapie hos en ko är ett argument som används av förespråkarna för den andra teorin, även om fallet kan röra sig om någon annan neurologisk sjukdom. Ny forskning tyder på att det finns en koppling mellan atypisk scrapie och BSE, eftersom man under experimentella förhållanden kunnat påvisa små mängder av BSE-protein i prover av atypisk scrapie. Trots en liten mängd prioner i provet, visade det sig att BSE kunde utvecklas ur dessa då BSE-prionerna var bättre anpassade för nötkreatur än för de får som proven härstammade från.

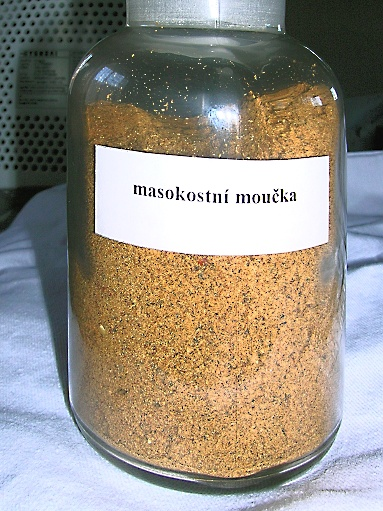
Flaska innehållande kött- och benmjöl

Sjukdomens utbrott är säkert förankrad i återvinning av slaktade djurkroppar. De delar av ben och kött som inte används till livsmedel för människor och döda djur samlas ihop på bondgården och görs till köttmjöl genom att kött och fett skiljs vid tillagningen innan det pulveriseras. Före utbrottet erhölls köttmjöl. vilket användes allmänt som djurfoder. Faktum är att mjölet är rikt på energi och protein och är lättsmält för idisslare, och användes därför ofta som foder för boskap, särskilt bland mjölkkor. Det är huvudsakligen utfodrandet med foder bestående av köttmjöl, huvudsakligen från delar som hjärnan och ryggmärgen, som har gett upphov till epidemin.
Inledningsvis steriliserades mjölet vid framställningen med hjälp av höga temperaturer, och man utvann fett med hjälp av organiska lösningsmedel för att förstöra prioner. År 1981 sänktes dock steriliseringstemperaturen och man slutade att utvinna fett med lösningsmedel, för att sänka tillverkningspriset och därmed öka vinsten, men även för att bevara mjölets proteiner bättre. Det var även ett sätt att få ner priset eftersom priset på energi och lösningsmedel hade ökat stort under energikrisen mellan 1973 och 1979. Då en olycka hade inträffat i Storbritannien vid hantering med lösningsmedel förstärktes skyddsåtgärderna, vilket även det ökade priset, varför temperaturen sänktes än mer för att få det hela att gå med mer vinst. Den förändringen verkar vara den huvudsakliga orsaken till epidemin, då prioner fanns i fodret redan innan epidemin slog ut, vartefter smittade djur slaktades och styckades till mjöl, vilket ytterligare förstärkte epidemin.
Man misstänkte också att det finns en väg för smitta från mor till kalv, vilket kan utgöra upp till 10 procents kontaminering.
För att förklara epidemins ihållighet efter att drastiska åtgärder har vidtagits letar forskare efter en möjlig tredje smittväg, vilken dock inte har hittats än. Bland de få trovärdiga antaganden som har gjorts gäller kvalster som har observerats i djurfodret, vilket även har observerats en gång för scrapie. Det är dock inte troligt att kvalstren skulle ha någon betydelse, då de likt alla andra otillhörande smittbärare inte kan smittas av prionerna. Bara nötkreaturens centrala nervsystem kontamineras av prionerna. Andra hypoteser nämner förorenat vatten eller jord som möjliga orsaker, men detta har dock inte tillstyrkts av några trovärdiga bevis.